# ヨーロッパ産業遺産の道
ヨーロッパ産業遺産の道 (European Route of Industrial Heritage, ERIH) は、ヨーロッパで特に重要な産業遺産をつなぐプロジェクトである。このプロジェクトの目的は、従来個別の保護にとどまりがちだった産業遺産に横のつながりを促し、ヨーロッパ共通の工業化に関する遺産や遺物への関心を創出することにある。同時にERIHは、地域、町、遺跡などによる産業史の開陳を推進することや、そうした地域や町を魅力的な観光地として娯楽産業や観光業に売り込むことも目指している。

## アンカーポイント
ヨーロッパ産業遺産の「道」は、各産業遺産をつなぐ仮想上のものである。その第一段階である「幹線道路」の基点となるのが、アンカーポイントと呼ばれる産業遺産である。これらは歴史的に最重要なものであり、かつ観光地としても魅力的なものである。第一段階の参加国はイギリス、オランダ、ベルギー、ルクセンブルク、フランス、ドイツである。
以下の一覧の「主題」については後述の分類を参照のこと。また、（※）印のついたものは、その一部もしくは全部がユネスコの世界遺産に登録されている物件を表している。
| 所在地                                   | 遺産名 | 主題                                             |
| ---------------------------------------- | --- | ------------------------------------------------ |
| アムルッフ (Amlwch)                      | Mynydd Parys and Porth Amlwch                                                                             | 鉱業／運輸・通信                                 |
| アムステルダム                           | ハイネケン・エクスピリエンス                                                                              | 製造業                                           |
| ベリンゲン (Beringen)                    | フラマン炭鉱博物館 (Flemish Coal Mining Museum)                                                           | 鉱業                                             |
| バーミンガム                             | ジュエリー・クォーター (Jewellery Quarter)                                                                | 製造業                                           |
| ブレナヴォン                             | （※）ビッグ・ピット国立石炭博物館 (Big Pit National Coal Museum)                                          | 鉱業                                             |
| ブラッドフォード                         | （※）ソルテア                                                                                             | 繊維／製造業                                     |
| ブランデンブルク・アン・デア・ハーフェル | 産業博物館                                                                                                | 鉄鋼業                                           |
| ブレントフォード                         | ロンドン水と蒸気博物館 (en:London Museum of Water & Steam)                                                | エネルギー／水                                   |
| ケント州チャタム                         | チャタム造船所 (Chatham Dockyard)                                                                         | 運輸・通信                                       |
| ケムニッツ                               | ケムニッツ産業博物館                                                                                      | 繊維／製造業／エネルギー／運輸・通信             |
| クロムフォード                           | （※）ダーウェント峡谷の工場群                                                                             | 繊維                                             |
| Crynant                                  | セフン・コイド炭鉱博物館 (Cefn Coed Colliery Museum)                                                      | 鉱業                                             |
| デルメンホルスト                         | ノルトヴォレ (Nordwolle,「北のウール」)                                                                   | 繊維                                             |
| ディフェルダンジュ                       | フォン・ド・グラ産業鉄道公園 (Industry and Railway Park Fond-de-Gras)                                     | 鉱業／運輸・通信                                 |
| ドルトムント                             | ヴェストファーレン産業博物館ツォレルン第2・第4炭坑 (Westphalian Industrial Museum Zollern II/IV Colliery) | 鉱業                                             |
| デュースブルク                           | 北デュースブルク景観公園 (North Duisburg Landscape Park)                                                  | 鉄鋼業                                           |
| ダンディー                               | ヴァーダント作業場 (Verdant Works)                                                                        | 繊維                                             |
| エンスヘデ                               | ヤニンク繊維・社会生活博物館 (Museum of Textiles and Social Life Jannink)                                 | 繊維                                             |
| エッセン                                 | （※）ツォルフェアアイン第12採掘坑                                                                         | 鉱業                                             |
| オイスキルヒェン                         | ラインラント産業博物館ミューラー生地工場 (Rhineland Industrial Museum Mueller Cloth Mill)                 | 繊維                                             |
| グロスター                               | 国立水路博物館とグロスタードック (National Waterways Museum and Gloucester Dock)                          | 運輸・通信                                       |
| ゴスラー                                 | （※）ランメルスベルク鉱山                                                                                 | 鉱業                                             |
| グレーフェンハイニヒェン                 | 鉄の町 (Ferropolis - Town of Iron)                                                                        | 鉱業／エネルギー                                 |
| ハーレマーメール                         | デ・クルクイウス蒸気ポンプ場 (Steam Pumping Station De Cruquius)                                          | エネルギー／水                                   |
| ハンブルク                               | 労働博物館 (Museum of Work)                                                                               | 製造業                                           |
| ヘンゲロ                                 | HEIM技術博物館 (Museum of Technology HEIM)                                                                | 製造業／エネルギー                               |
| ホイヤースヴェルダ                       | ラウジッツ鉱業博物館 (Lusatia Mining Museum Knappenrode)                                                  | 鉱業                                             |
| ケルクラーデ                             | INDUSTRION産業博物館 (Museum of Industry INDUSTRION)                                                      | 鉱業／製造業                                     |
| キダーミンスター                         | セヴァーン渓谷鉄道 (Severn Valley Railway)                                                                | 運輸・通信                                       |
| ラ・ルヴィエール                         | （※）エコミュゼ「ボワ＝デュ＝リュック炭鉱遺跡」 (Mining Site Bois-du-Luc. Ecomusée)                       | 鉱業                                             |
| ラーゲ (Lage)                            | ヴェストファーレン産業博物館ラーゲ煉瓦工場 (Westphalian Industrial Museum Brick Works Lage)               | 製造業                                           |
| ラナーク                                 | （※）ニュー・ラナーク                                                                                     | 繊維                                             |
| リヒターフェルト (Lichterfeld)           | 表土運搬橋F60 (Overburden Conveyor Bridge F60)                                                            | 鉱業                                             |
| リヴァプール                             | （※）マージーサイド海事博物館 (Merseyside Maritime Museum)                                                | 運輸・通信                                       |
| ランベリス                               | 国立スレート博物館 (National Slate Museum)                                                                | 製造業                                           |
| マンチェスター                           | マンチェスター科学・産業博物館 (en:Museum of Science and Industry in Manchester)                          | 繊維／製造業／エネルギー／運輸・通信             |
| マーカース (Merkers)                     | マーカース冒険鉱山 (Merkers Adventure Mine)                                                               | 鉱業                                             |
| ニュートングレインジ (Newtongrange       | スコットランド鉱業博物館 (Scottish Mining Museum)                                                         | 鉱業                                             |
| ノースウィッチ                           | ライオン製塩場 (Lion Salt Works)                                                                          | 製造業                                           |
| ニュルンベルク                           | ドイツ鉄道博物館 (DB Museum)                                                                              | 運輸・通信                                       |
| オーバーハウゼン                         | チェントロに隣接するガスタンク (Gasometer next to CentrO)                                                 | エネルギー                                       |
| パーペンブルク                           | マイヤー造船所 (Meyer Shipyard)                                                                           | 製造業／運輸・通信                               |
| ペーネミュンデ                           | 歴史・技術情報センター (Historical and Technical Information Centre)                                      | エネルギー／運輸・通信                           |
| ペンザンス                               | ギーヴァー錫鉱山 (Geevor Tin Mine)                                                                        | 鉱業                                             |
| プチット・ロセル                         | カロー・ヴァンデル博物館 (La mine, Musée du Carreau Wendel)                                               | 鉱業                                             |
| ロンザ (Rhondda)                         | ロンザ遺産公園 (Rhondda Heritage Park)                                                                    | 鉱業                                             |
| ロッテルダム                             | ヴィルヘルミナ埠頭 (Wilhelmina Quays)                                                                     | 製造業／運輸・通信                               |
| ゼルプ                                   | ヨーロッパ磁器産業博物館 (European Industrial Museum of China)                                            | 製造業                                           |
| シェフィールド                           | ケラム島博物館 (Kelham Island Museum)                                                                     | 製鉄業／製造業／エネルギー                       |
| ゾーリンゲン                             | ラインラント産業博物館ヘンドリクス落とし鍛造装置 (Rhineland Industrial Museum Hendrichs Drop Forge)       | 製造業                                           |
| ストーク＝オン＝トレント                 | グラッドストン陶器博物館 (Gladstone Pottery Museum)                                                       | 製造業                                           |
| スウォンジー                             | 国立ウォーターフロント博物館 (National Waterfront Museum)                                                 | 鉱業／製鉄業／製造業／エネルギー／運輸・通信／水 |
| タヴィストック                           | モアウェルナム埠頭 (Morwellham Quay)                                                                      | 鉱業／運輸・通信                                 |
| テルフォード                             | （※）アイアンブリッジ渓谷博物館 (Ironbridge Gorge Museums)                                                | 鉱業／製鉄業／製造業／エネルギー                 |
| ティルブルフ                             | オランダ繊維博物館 (The Dutch Museum of Textiles)                                                         | 繊維                                             |
| ウエビガウ=ヴァレンスブリュック          | ルイーズ練炭工場 (Louise Briquette Works)                                                                 | 鉱業／エネルギー                                 |
| フェルクリンゲン                         | （※）フェルクリンゲン製鉄所                                                                               | 製鉄業                                           |
| ウェイクフィールド                       | イングランド国立炭鉱博物館 (National Coal Mining Museum for England)                                      | 鉱業                                             |
| ウォルサム・アベイ                       | ウォルサム・アベイ王立火薬工場 (Waltham Abbey Royal Gunpowder Mills)                                      | 鉱業／製造業                                     |
| ザーンダム                               | ザーンセ・スカンス博物館 (Museum "Zaanse Schans")                                                         | エネルギー／水                                   |
| ツェーデニック                           | ミルデンベルク煉瓦工場公園 (Mildenberg Brick Work Park)                                                   | 製造業                                           |
| ゼーフェナール                           | デ・パノヴェン煉瓦工場 (Brick Works De Panoven)                                                           | 製造業                                           |
| ツヴィッカウ                             | アウグスト・ホルヒ博物館 (August Horch Museum)                                                            | 製造業                                           |

## 地域の道
ヨーロッパ産業遺産の道の第二段階として整備中なのが、「ルール地方の産業文化の道」のような地域の道 (Regional Routes) である。産業史に影響を与えた地域をカバーするものとして、アンカーポイント周辺の産業遺産群でネットワークを構築するものである。

## 主題ごとの道
10の主題ごとの道 (Ten European Theme Routes) は、ヨーロッパ全土における産業景観の多様性や、産業史の共通のルーツを示してくれる。
- 鉱業 (Mining) : 大地の宝物
- 製鉄業 (Iron & Steel):  溶鉱炉の輝き
- 繊維 (Textiles) : 糸から織物まで
- 製造業 (Production & Manufacturing) : 世界のための製品
- エネルギー (Energy) : 我々を進めてくれるもの
- 運輸・通信 (Transport & Communication) : 産業革命の足跡
- 水 (Water) : 青く澄んだ黄金
- 住宅・建築 (Housing & Architecture)
- サービス産業・娯楽産業 (Service & Leisure Industry)
- 産業景観 (Industrial Landscapes)